# Keegan Connor Tracy
Keegan Connor Tracy (Windsor, Ontario; 3 de diciembre de 1971) es una actriz canadiense, más conocida por su papel de Kat Jennings en Destino final 2 (2003), Dawn y Molly en Blackwoods (2002) y como Hada Azul/ Madre Superiora en la serie Érase Una Vez (Once Upon a Time) y como Bella en la saga de películas de los Descendientes

## Filmografía
| Año       | Título                                 | Rol                              | Notas                                        |
| --------- | -------------------------------------- | -------------------------------- | -------------------------------------------- |
| 1998      | Breaker High                           | Yvette                           |                                              |
| 1998      | Three                                  | Eve                              |                                              |
| 1998      | First Wave                             | Nicole                           |                                              |
| 1998      | The Net                                | Nadine                           | Episodio "Jump Vector"                       |
| 1998      | The New Addams Family                  | Consuela                         |                                              |
| 1998      | Millennium                             | Lhasa                            | Episodio "Omerta"                            |
| 1999      | Viper                                  | Charmine Grimes                  | Episodio "Safe House"                        |
| 1999      | Night Man                              | Angel negro                      | 2 episodios                                  |
| 1999-2000 | Beggars and Choosers                   | Audrey Malone                    | Papel principal, 17 episodios                |
| 1999      | Double Jeopardy                        | Mujer de negocios en la boutique |                                              |
| 1999      | Seven Days                             | Claire                           |                                              |
| 2000      | A dúo                                  | Shelia 2001 Heartland tia malory |                                              |
| 2001      | Strange Frequency                      | Kim                              |                                              |
| 2001      | Out of Line                            | Clarie Carol                     |                                              |
| 2001      | Kill Me Later                          | Heather                          |                                              |
| 2002      | 40 Days and 40 Nights                  | Mandy                            |                                              |
| 2002      | Blackwoods                             | Dawn/Molly                       |                                              |
| 2002      | Dark Angel                             | Rain                             | Episodio "Love in Vain"                      |
| 2003      | Destino final 2                        | Kat Jennings                     |                                              |
| 2003      | A Problem with Fear                    | Vicky                            |                                              |
| 2003      | Mob Princess                           | Patti                            |                                              |
| 2003      | Jake 2.0                               | Dra. Diane Hughes                | Papel principal, 22 episodios                |
| 2002–2005 | Da Vinci's Inquest                     | Jackie                           | 2 episodios                                  |
| 2005      | The 4400                               | Alison Driscoll                  | 2 episodios                                  |
| 2005      | White Noise                            | Mirabelle Keegan                 |                                              |
| 2005      | Chaos                                  | Marnie Rollins                   |                                              |
| 2006      | Stargate SG-1                          | Dra. Redden                      | Episodio "Uninvited"                         |
| 2006      | The Net 2.0                            | Z.Z.                             |                                              |
| 2006      | Dark Storm                             | Sam                              |                                              |
| 2006      | Her Fatal Flaw                         | Brooke                           |                                              |
| 2006      | The Perfect Suspect                    | Erin                             |                                              |
| 2006      | Supernatural                           | Karen Giles                      | Episodio "The Usual Suspects"                |
| 2006      | Psych                                  | Priscilla Osterman               | Episodio "Cloudy... With a Chance of Murder" |
| 2007      | Numb                                   | Enfermera                        |                                              |
| 2008      | The Women                              | Dolly Dupuyster                  |                                              |
| 2009      | Supernatural                           | Sera Siege                       |                                              |
| 2009      | The Building                           | Lily                             |                                              |
| 2007–2009 | Battlestar Galactica                   | Jeanne                           | 9 episodios                                  |
| 2009      | My Little Pony: Twinkle Wish Adventure | Whimsey (voz)                    |                                              |
| 2010      | Smokin' Aces 2: Assassins' Ball        | Vicky Salerno                    |                                              |
| 2010      | Life Unexpected                        | Jenny                            |                                              |
| 2010      | Eureka                                 | Dra. Viccelli                    | Episodio "Stoned"                            |
| 2011      | V                                      | Eileen Rounick                   |                                              |
| 2012      | Jinxed                                 | Sra. Murphy                      |                                              |
| 2012      | The Company You Keep                   | Secretaria de Jim Grant          |                                              |
| 2011-2018 | Once Upon a Time                       | Hada Azul/Madre Superiora        | Papel recurrente, 36 episodios               |
| 2013      | Bates Motel                            | Señorita Waston                  | 9 episodios                                  |
| 2013      | El abrazo del vampiro                  | Daciana                          |                                              |
| 2015      | Descendants                            | Bella                            |                                              |
| 2016-2020 | The Magicians                          | Profesora Lipson                 | 19 episodios                                 |
| 2017      | Descendants 2                          | Bella                            |                                              |
| 2018      | Una serie de eventos desafortunados    | Brucie                           | 2 episodios                                  |
| 2019      | Descendants 3                          | Bella                            |                                              |
| 2019      | Z                                      | Elizabeth Parsons                |                                              |
| 2019      | Supernatural                           | Bruja                            | Episodio "Golden Times"                      |